# زكرياء الدرهم
زكرياء الدرهم (مواليد 9 أكتوبر 1990، فاس) هُو رياضي ألعاب قوى بارالمبي مغربي. فاز زكرياء بالميدالية الذهبية خلال مُسابقة ألعاب القوى في الألعاب البارالمبية الصيفية 2020 – رمي الجلة للرجال ضمن دورة الألعاب البارالمبية الصيفية 2020 في طوكيو.

## وصلات خارجية
- زكرياء الدرهم على موقع Paralympic.org (الإنجليزية)